# H2O (Software)
H2O ist eine Open-Source-Software vom Unternehmen H2O.ai (zuvor 0xdata) für Big-Data-Analysen.
H2O implementiert Algorithmen aus dem Bereich Statistik, Data-Mining und maschinelles Lernen (generalisierte Lineare Modelle, K-Means, Random Forest, Gradient Boosting und Deep Learning). Die Software basiert auf dem Hadoop Distributed File System, sodass ein Performance-Gewinn gegenüber anderen Analysewerkzeugen erzielt wird. Während des Durchlaufens der Algorithmen werden approximative Ergebnisse ausgegeben, sodass Anwender einen Eindruck vom späteren Ergebnis bekommen und außerdem korrigierend eingreifen können. H2O kann grafisch über einen Webbrowser bedient werden oder über Schnittstellen mit R, Python, Apache Hadoop und Spark genutzt werden sowie in Maven ausgeführt werden. Mit Hilfe der REST-API kann H2O auch von Microsoft Excel oder RStudio aus bedient werden. KNIME bietet mit der H2O Machine Learning Integration Nodes für die Nutzung von H2O Algorithmen in KNIME Workflows an. Die Software wird kostenlos vertrieben; das Geschäftsmodell besteht in der Entwicklung von individuellen Anpassungen und Support.
Die drei Stanford-Professoren Stephen P. Boyd, Robert Tibshirani und Trevor Hastie bilden ein Gremium, das H2O in wissenschaftlichen Fragen berät.
H2O wurde von GitHub-Mitgliedern unter den in Java geschriebenen Open-Source-Projekten für maschinelles Lernen auf Platz 1 gewählt. Die Zeitschrift Fortune hat 2014 zudem Arno Candel, einen der wichtigsten Entwickler, als einen von 20 Big Data All-Stars gekürt.